# Arthur Friedenreich
Arthur Friedenreich (sinh ngày 18 tháng 7 năm 1892 - mất ngày 6 tháng 9 năm 1969) là một cầu thủ bóng đá người Brasil. Với biệt danh "Mãnh hổ", ông là một trong những cầu thủ Brasil vĩ đại đầu tiên và cũng là một trong những cầu thủ bóng đá da màu đầu tiên trên thế giới.

## Cuộc đời và sự nghiệp
Arthur Friedenreich được sinh ra tại São Paulo, cha ông là Oscar Friedenreich, một thương gia người Đức nhập cư còn mẹ là Mathílde, thợ giặt là người Brasil gốc Phi, còn ông ngoại ông là một nô lệ. Friedenreich là cầu thủ da màu đầu tiên chơi bóng chuyên nghiệp tại Brasil, bởi trong thời gian này bóng đá là môn chỉ dành cho người da trắng. Ông gặp rất nhiều khó khăn bởi vấn đề phân biệt chủng tộc, và ông không được xuất hiện tại nơi có xuất hiện người da trắng, như bể bơi, sân tennis hay các buổi tiệc.
Ông khởi nghiệp chơi bóng nhờ tầm ảnh hưởng của cha mình, câu lạc bộ đầu tiên của ông là SC Germania, một câu lạc bộ bóng đá Brasil dành cho người Đức nhập cư ở São Paulo. Năm 1911 ông chuyển sang chơi cho Mackenzie College, một câu lạc bộ khác cũng ở São Paulo. Ông là vua phá lưới giải vô địch bang São Paulo mùa giải 1912 với 16 bàn.
Sau đó, Friedenreich chuyển qua rất nhiều câu lạc bộ khác nhau như Américano, Atlas, Paulista, Paysandu và Paulistano. Năm 1914, ông chơi bóng tại câu lạc bộ Ypiranga, và mùa giải đó ông lại đoạt vua phá lưới. Đến năm 1917, ông đã chọn được điểm dừng chân lâu dài của mình là câu lạc bộ Paulistano. Tại đây, ông là vua phá lưới của 4 trong 5 mùa bóng liên tiếp của giải vô địch bang São Paulo. Ông chơi cho Paulistano đến năm 1929, giúp câu lạc bộ này đoạt 7 chức vô địch bang São Paulo. Và trong thời kỳ này, Paulistano cũng là câu lạc bộ bóng đá Brasil đầu tiên đi du đấu tại châu Âu, và với 11 bàn thắng trong 8 trận đấu, Friedenreich có lẽ là siêu sao bóng đá đầu tiên trong lịch sử.
Khi đã ngoài 30 tuổi, Friedenreich vẫn là một sát thủ thực sự tại cấp câu lạc bộ, ông đoạt vua phá lưới từ năm 1927 đến 1929 mặc dù khi đó đã 37 tuổi - tức là 17 năm sau lần đầu tiên ông đoạt danh hiệu vua phá lưới.
Những năm cuối cùng trong sự nghiệp cầu thủ, Friedenreich chủ yếu chơi bóng cho câu lạc bộ São Paulo FC. Từ 1930 đến 1935, ông ghi được 106 bàn trong 127 trận, góp công lớn giúp câu lạc bộ vô địch toàn bang năm 1931. Ông giải nghệ vào năm 1935, khi đã 43 tuổi và có 26 năm chơi bóng đỉnh cao. Hiện nay còn rất nhiều tranh cãi về số bàn thắng mà Friedenreich ghi được, và con số được nhiều người thừa nhận là 1,329 bàn sau 1,239 trận. Tuy nhiên những người hâm mộ Pelé cho rằng ông chỉ ghi được 1.239 bàn trong 1.329 trận.
Ngày 6/9/1969, Arthur Friedenreich từ trần ở tuổi 77 sau một thời gian chống chọi với căn bệnh Alzheimer.

## Sự nghiệp quốc tế
Arthur Friedenreich thi đấu trận đầu tiên cho đội tuyển quốc gia Brasil vào năm 1914 trong trận đấu giao hữu với câu lạc bộ Exeter City của Anh. Ông nhanh chóng khẳng định được mình tại đội tuyển quốc gia, và năm 1916 ông có tên trong danh sách dự Giải vô địch bóng đá Nam Mỹ đầu tiên (hiện nay là Copa América). Tại giải đấu được tổ chức ở Argentina này, Brasil đã hòa 2 trận đầu tiên với Chile và đội chủ nhà, nhưng vẫn còn cơ hội vô địch nếu đánh bại được Uruguay trong trận cuối cùng. Friedenreich đưa Brasil dẫn trước, nhưng Uruguay là đội giành chiến thắng chung cuộc 2-1 và đoạt chức vô địch.
Friedenreich tiếp tục có cơ hội thứ 2 tại Giải vô địch Nam Mỹ được tổ chức tại quê nhà năm 1919. Ông ghi 1 hat-trick trong chiến thắng mở màn 6-0 trước Chile. Và trong trận đấu quyết định gặp Uruguay - trận đấu dài nhất trong lịch sử giải đấu, trải qua 4 hiệp phụ thì Friedenreich ghi bàn thắng quyết định ở phút thứ 122, đưa ĐT Brasil đăng quang ngôi vô địch, và bản thân ông đạt Vua phá lưới với 4 bàn.
Friedenreich không được tham dự Giải vô địch Nam Mỹ năm 1921 bởi ban tổ chức không muốn sự tham dự của các cầu thủ da màu. Sau đó ông tham dự thêm 2 mùa giải nữa, vào các năm 1922 và 1925. Năm 1922, đội tuyển quốc gia Brasil một lần nữa vô địch nhưng Friedenreich không ghi bàn nào. Năm 1925, Friedenreich ghi bàn thắng mở tỉ số trong một trận cầu kinh điển với Argentina vào ngày Giáng sinh. Brasil phải chiến thắng, và họ dẫn trước 2-0 trước giờ nghỉ. Nhưng sau đó Argentina đã lội ngược dòng gỡ hòa 2-2 và đoạt chức vô địch. Cũng trong năm này, Brasil có tour thi đấu ở châu Âu và ông được người hâm mộ phong tặng danh hiệu "Vua bóng đá".
Ông không được tham dự World Cup 1930 do một mâu thuẫn nghiêm trọng giữa 2 bang Rio de Janeiro và São Paulo. Năm đó chỉ có các cầu thủ từ Rio tham dự. Còn các ngôi sao ở São Paulo như ông (khi đó đã 38 tuổi) Filó (tham dự World Cup 1934) và Feitiço không đến Uruguay.
Friedenreich thi đấu trận cuối cùng cho đội tuyển quốc gia trong trận thắng 3-2 trước Pháp không lâu sau khi World Cup kết thúc. Ông thi đấu 22 trận, ghi được 10 bàn.

## Kỹ năng chơi bóng
Kỹ năng kiểm soát bóng hoàn hảo, tốc độ và sức mạnh của Friedenreich khiến cho tất cả các đối thủ của ông phải kinh ngạc dù thể hình khá mỏng cơm (ông cao 178 cm nhưng chỉ nặng khoảng 50 kg). Những phẩm chất đó đã khiến người hâm mộ đặt cho ông biệt danh "Mãnh hổ". Ngoài ra, ông là cầu thủ đầu tiên tìm cách lái đường bóng khi sút, và phát triển kỹ năng sử dụng các chuyển động thân thể để lừa hậu vệ đối phương.Và trên hết, sự nghiệp huy hoàng của Friedenreich đã mở ra cơ hội cho rất nhiều các cầu thủ da màu khác tại Brasil, đánh bại nhiều định kiến về phân biệt chủng tộc tại đất nước này.